# Matriz de São João de Meriti
Grêmio Recreativo Escola de Samba Matriz de São João de Meriti é uma escola de samba de São João de Meriti, fundada a 13 de maio de 2009, que participa do Carnaval da cidade do Rio de Janeiro. Suas cores são verde, amarelo, azul e branco. Sediada no Centro de Meriti, realizava seus ensaios na quadra do Social Clube Meriti e no Clube Bola na Rede. Atualmente ensaia na quadra do Colégio Estadual Professor Murilo Braga.

## História

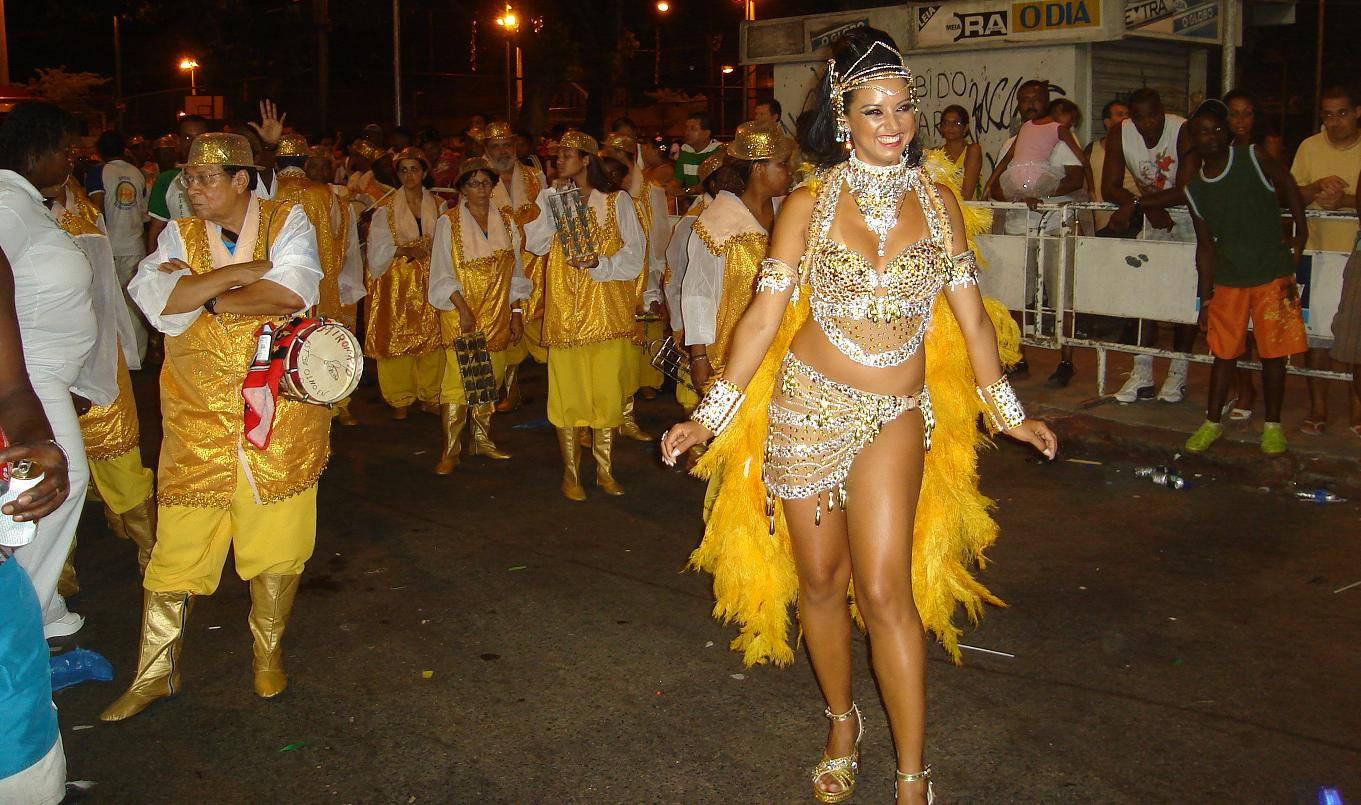
Sávia Olither, rainha de bateria da Matriz em 2010.

A escola de samba começou a ser organizada, sendo anunciada na mídia e passando a ter uma sede oficial ainda em abril de 2009, no entanto, realizou uma cerimônia oficial de fundação em 13 de maio, sendo considerada esta data como oficial.
Seus fundadores, durante os preparativos para a fundação, citaram como raízes da entidade o tradicional Bloco das Piranhas de São João de Meriti, bem como informaram que entre seus integrantes estariam foliões da referida escola GRES Beija-Flor e das extintas escolas meritienses Arrastão de São João, Unidos do Galeria, Quem Quiser Pode Vir e Diplomatas. Uma vez filiada, à AESCRJ, a Matriz foi a última escola de samba a se apresentar na Intendente Magalhães, na terça-feira de carnaval, sendo, juntamente com a Chatuba de Mesquita, aprovada, estando portanto habilitada a participar dos desfiles competitivos a partir de 2011, quando, competindo pela primeira vez, apresentou o enredo Brincar é legal, até virou carnaval, sendo vice-campeã. Nesse ano, o regulamento previa a ascensão de apenas uma escola para o D.
No ano seguinte, apresentou um enredo sobre as cores, em um desfile considerado pela imprensa especializada como digno de ser uma das favoritas ao título no grupo D, no entanto terminou apenas na quarta colocação.
No ano de 2013, apostou num enredo sobre o Corcovado. Nesse ano, seu desfile foi o pivô de uma polêmica em relação à diretoria da AESCRJ: seu único carro alegórico quebrou logo no início do desfile, tendo a escola atravessado a avenida sem apresentar o quesito alegoria. Seu presidente já se considerava rebaixado, mas na apuração, a escola não foi penalizada, e ainda recebeu notas dos jurados, o que lhe garantiu a sexta colocação entre doze escolas. A Vizinha Faladeira, décima colocada, e melhor colocada entre as rebaixadas protestou severamente contra o ocorrido, tendo sido acompanhada pelo presidente do Favo de Acari, quarto colocado do Grupo B.
Após o carnaval, houve alguma controvérsia na justiça a respeito da necessidade de uma nova eleição para sua diretoria. Finalmente, com a determinação judicial de novas eleições, José Luiz Cossich foi aclamado novo presidente. Em 2014 a escola conseguiu apenas um 9° lugar dando a volta por cima quase subindo para série C do carnaval carioca no ano seguinte(2015) conquistando o 3° lugar com o enredo "Sou Negro, Sou Raiz, Sou Raça, Sou Matriz" desenvolvido pelo carnavalesco Luiz Fernando Reis dando em sequência de um belo samba se não o mais bonito da escola desde 2009 a data de sua fundação.
Em 2017 devido a problemas internos a agremiação pediu licença para não desfilar e com isso será rebaixada automaticamente para a Série E, no ano de 2018.

## Segmentos
- Commons

### Presidentes
| Nome                     | Mandato    | Ref                 |
| ------------------------ | ---------- | ------------------- |
| Rosemberg Azevedo (Berg) | 2009-2013  | [ 8 ]               |
| José Luiz Cossich        | 2013-2015  | [ 9 ]               |
| Aroldo Carlos            | 2016-atual | [carece de fontes?] |

### Diretores
| Ano       | Diretor de Carnaval | Diretor de Harmonia       | Mestre de bateria | Ref.         |
| --------- | ------------------- | ------------------------- | ----------------- | ------------ |
| 2013      | Alemão e Peterson   | André Guedes              | Mestre Buzuca     | [ 10 ] [ 8 ] |
| 2014-2015 | Aroldo Carlos       | Evandro da Silva          | Mestre Buzuca     | [ 11 ]       |
| 2016      | Hamilton            | Evandro da Silva e Vargas | Mestre Buzuca     |              |

### Intérpretes
| 2010–2020 | 2020-Atual | Wendel RJ | Joãozinho | [ 10 ] |

### Coreógrafo(a)
| Ano        | Nome             | Ref.   |
| ---------- | ---------------- | ------ |
| 2010-2013  | Carlinhos Muvuca |        |
| 2014       | George Louzada   | [ 11 ] |
| 2015-atual | Juliana Cabral   |        |

### Mestre-sala e Porta-bandeira
| Ano  | Nome                               | Ref. |
| ---- | ---------------------------------- | ---- |
| 2015 | Robson Cavendish e Sthefanny Silva |      |
| 2016 | Robson Cavendish e Sthefanny Silva |      |

### Rainhas de bateria
| Ano       | Rainha              | Madrinha         | Ref.  |
| --------- | ------------------- | ---------------- | ----- |
| 2011      | Danielle Novaes     | Thayane Oliveira |       |
| 2012      | Thayane Oliveira    |                  |       |
| 2013-2014 | Débora Vianna       | Rejane Muniz     | [ 8 ] |
| 2015      | Bianca Kengen       |                  |       |
| 2016      | Priscilla Gonçalves | Larissa Pinheiro |       |

## Carnavais
| Ano  | Colocação                | Grupo                | Enredo | Carnavalesco                       | Ref.                |
| ---- | ------------------------ | -------------------- | --- | ---------------------------------- | ------------------- |
| 2010 | Aprovada                 | Desfile de Avaliação | "Rio de Janeiro cidade maravilhosa, suas belezas são tuas glórias" ( Samba-enredo composto por Viludinho Compositor, Mazinho, Ambrósio e Luizinho)                                               | Carlinhos Muvuca                   |                     |
| 2011 | Vice-campeã              | Grupo E              | "Brincar é legal, até virou carnaval" (Samba-enredo composto por André Fulgazz, João da Light, Hamilton e PC)                                                                                    | Carlinhos Muvuca e Marcio Carvalho | [ 3 ]               |
| 2012 | 4.º Lugar                | Grupo E              | "Cor e luz, cor e magia, cor que ilumina a nossa vida!" (Samba-enredo composto por Jaílton Bela Vista, Felipe Lima, Alcemir Gonçalves e Nem do Cavaco)                                           | Carlinhos Muvuca                   |                     |
| 2013 | 6.º Lugar                | Grupo D              | "Corcovado – Matriz embarca neste trem" (Samba-enredo composto por Jadir Mendes, Mauro Naval, Jonas Diretor e Sandro Jr.)                                                                        | Nelson Costa / Eduardo Minucci     | [ 12 ] [ 4 ] [ 10 ] |
| 2014 | 9.º Lugar                | Grupo D              | "Sou carnaval de outrora! Sou folião! Sou confete e serpentina! Sou Matriz de São João" (Samba-enredo composto por Sandro Jr., D'Araujo, Marquinhos, Dudu e Cláudio Russo)                       | Luiz Fernando Reis                 |                     |
| 2015 | 3.º Lugar                | Série D              | "Sou negro, sou raiz, sou raça, sou matriz" | Luiz Fernando Reis                 |                     |
| 2016 | 10.º Lugar               | Série D              | "Fluxo e refluxo, a diáspora africana pelos olhos de um mensageiro entre dois mundos" (Samba-enredo composto por Marcelo Piterfon , Marquinho Bené, Preto Velho, Sérgio Grilo e Gilmar Kaderudo) | Cristiano Bara                     | [ 13 ]              |
| 2017 | Não desfilou (Rebaixada) | Série D              | "Ah! Eu tô feliz, eu vou na praia com a Matriz" | Luiz Fernando Reis                 |                     |
| 2018 |                          | Série E              | |                                    |                     |

## Premiações
Prêmios recebidos pelo GRES Matriz de São João de Meriti.
| Ano  | Prêmio              | Categoria / premiados                  | Divisão | Ref.   |
| ---- | ------------------- | -------------------------------------- | ------- | ------ |
| 2011 | Troféu Jorge Lafond | Vice-campeã do Grupo E                 | Grupo E | [ 14 ] |
| 2012 | Plumas & Paetês     | Costureiro (Antonio de Azevedo Bastos) | Grupo E | [ 15 ] |